# Dan Seals
Danny Wayland Seals, Pseudonym England Dan (* 8. Februar 1948 in McCamey, Texas; † 25. März 2009 in Nashville, Tennessee) war ein US-amerikanischer Country- und Softrock-Sänger, -Musiker, und Songwriter.

## Karriere
Seals, der jüngere Bruder von Jim Seals, die eine Hälfte von Seals & Crofts, wurde zunächst als Teil des Gesangsduos England Dan & John Ford Coley Mitte der 1970er Jahre bekannt, bevor er ab 1980 eine Solo-Karriere startete. Zunächst nahm er zwei Alben für Atlantic auf, die ähnlich wie seine Werke mit John Ford Coley eine Mischung aus Pop, Softrock und Country-Rock boten. Mit Late at Night hatte er 1980 einen ersten kleinen Hit, der große Erfolg stellte sich jedoch nicht wieder ein. Seals wechselte 1983 zu Liberty und ein Jahr später zu EMI America und passte seinen Stil mehr denn je in Richtung Country an. Zu diesem Zeitpunkt hatte er seinen Künstlernamen bereits zu Dan Seals verkürzt. Nach ersten Achtungserfolgen hatte Seals 1984 mit God Must Be a Cowboy seinen ersten Top-10-Erfolg. Meet Me in Montana, ein Duett mit Marie Osmond, die wie Seals ein Comeback im Country-Genre anstrebte, gelangte 1985 auf Platz eins der Country-Charts. Außerdem wurde die Single mit dem begehrten CMA Award für das Vocal Duo des Jahres ausgezeichnet. Seals war fortan endgültig als Country-Musiker etabliert. Zehn weitere Nummer-eins-Hits folgten bis 1990, darunter auch Bop, die CMA Single des Jahres 1986. Seals’ Kompositionen wurden in jenen Jahren hin und wieder auch von anderen Country-Künstlern aufgenommen, darunter Chris LeDoux, Louise Mandrell, Connie Smith und Mac Davis.
Nach seinem letzten Nummer-eins-Hit Good Times riss seine Erfolgsserie 1990 ziemlich abrupt ab. Keine seiner folgenden Singles erreichte mehr die Top 40 der Country-Charts. Sein letzter kleinerer Hit All Fired up stammt aus dem Jahr 1994. Dennoch veröffentlichte Seals weiter Alben und ging auch weiterhin auf Tournee. Sein letztes Album Make It Home erschien 2002.
Seals verstarb 2009 an Krebs. Er hinterließ seine Ehefrau, einen Sohn und eine Tochter aus dieser sowie zwei weitere Söhne aus einer vorherigen Ehe. Er hatte außerdem sieben Enkelkinder.

## Diskografie

### Studioalben
| Jahr | Titel                 | Höchstplatzierung, Gesamtwochen, AuszeichnungChartplatzierungen (Jahr, Titel, Platzierungen, Wochen, Auszeichnungen, Anmerkungen) | Höchstplatzierung, Gesamtwochen, AuszeichnungChartplatzierungen (Jahr, Titel, Platzierungen, Wochen, Auszeichnungen, Anmerkungen) | Anmerkungen |
| Jahr | Titel                 | US | Country | Anmerkungen |
| ---- | --------------------- | --- | --- | ----------- |
| 1983 | Rebel Heart           | — | Country40 (15 Wo.)Country |             |
| 1984 | San Antone            | — | Country24 (39 Wo.)Country |             |
| 1985 | Won’t Be Blue Anymore | US59 Gold · (15 Wo.)US | Country1 (48 Wo.)Country |             |
| 1986 | On the Front Line     | — | Country12 (39 Wo.)Country |             |
| 1988 | Rage On               | — | Country6 (55 Wo.)Country |             |
| 1990 | On Arrival            | — | Country13 (26 Wo.)Country |             |

Weitere Studioalben
- 1980: Stones
- 1982: Harbinger
- 1992: Walking the Wire
- 1994: Fired Up
- 1995: In a Quiet Room
- 1998: In a Quiet Room II
- 2002: Make It Home

### Kompilationen
| Jahr | Titel    | Höchstplatzierung, Gesamtwochen, AuszeichnungChartplatzierungen (Jahr, Titel, Platzierungen, Wochen, Auszeichnungen, Anmerkungen) | Höchstplatzierung, Gesamtwochen, AuszeichnungChartplatzierungen (Jahr, Titel, Platzierungen, Wochen, Auszeichnungen, Anmerkungen) | Anmerkungen |
| Jahr | Titel    | US | Country | Anmerkungen |
| ---- | -------- | --- | --- | ----------- |
| 1987 | The Best | US— PlatinUS | Country7 (136 Wo.)Country |             |

Weitere Kompilationen
- 1991: Early Dan Seals
- 1991: Greatest Hits
- 1994: The Best of Dan Seals
- 2001: Certified Hits
- 2005: The Best of Dan Seals

### Singles
| Jahr | Titel Album                                                  | Höchstplatzierung, Gesamtwochen, AuszeichnungChartplatzierungen (Jahr, Titel, Album, Platzierungen, Wochen, Auszeichnungen, Anmerkungen) | Höchstplatzierung, Gesamtwochen, AuszeichnungChartplatzierungen (Jahr, Titel, Album, Platzierungen, Wochen, Auszeichnungen, Anmerkungen) | Anmerkungen      |
| Jahr | Titel Album                                                  | US | Country | Anmerkungen      |
| ---- | ------------------------------------------------------------ | --- | --- | ---------------- |
| 1980 | Late at Night Stones                                         | US57 (6 Wo.)US | — |                  |
| 1983 | Everybody’s Dream Girl Rebel Heart                           | — | Country18 (17 Wo.)Country |                  |
| 1983 | After You Rebel Heart                                        | — | Country28 (14 Wo.)Country |                  |
| 1983 | You Really Go for the Heart Rebel Heart                      | — | Country37 (16 Wo.)Country |                  |
| 1984 | God Must Be a Cowboy Rebel Heart                             | — | Country10 (21 Wo.)Country |                  |
| 1984 | (You Bring Out) The Wild Side of Me San Antone               | — | Country9 (23 Wo.)Country |                  |
| 1984 | My Baby’s Got Good Timing San Antone                         | — | Country2 (21 Wo.)Country |                  |
| 1985 | My Old Yellow Car San Antone                                 | — | Country9 (19 Wo.)Country |                  |
| 1985 | Meet Me in Montana Won’t Be Blue Anymore                     | — | Country1 (23 Wo.)Country | mit Marie Osmond |
| 1985 | Bop Won’t Be Blue Anymore                                    | US42 (15 Wo.)US | Country1 (27 Wo.)Country |                  |
| 1986 | Everything That Glitters (Is Not Gold) Won’t Be Blue Anymore | — | Country1 (23 Wo.)Country |                  |
| 1986 | You Still Move Me On the Front Line                          | — | Country1 (22 Wo.)Country |                  |
| 1987 | I Will Be There On the Front Line                            | — | Country1 (19 Wo.)Country |                  |
| 1987 | Three Time Loser On the Front Line                           | — | Country1 (21 Wo.)Country |                  |
| 1987 | One Friend The Best                                          | — | Country1 (26 Wo.)Country |                  |
| 1988 | Addicted Rage On                                             | — | Country1 (22 Wo.)Country |                  |
| 1988 | Big Wheels in the Moonlight Rage On                          | — | Country1 (21 Wo.)Country |                  |
| 1989 | They Rage On Rage On                                         | — | Country5 (24 Wo.)Country |                  |
| 1990 | Love on Arrival On Arrival                                   | — | Country1 (26 Wo.)Country |                  |
| 1990 | Good Times On Arrival                                        | — | Country1 (21 Wo.)Country |                  |
| 1990 | Bordertown On Arrival                                        | — | Country49 (10 Wo.)Country |                  |
| 1991 | Water Under the Bridge On Arrival                            | — | Country57 (6 Wo.)Country |                  |
| 1991 | Sweet Little Shoe Walking the Wire                           | — | Country62 (10 Wo.)Country |                  |
| 1992 | Mason Dixon Line Walking the Wire                            | — | Country43 (13 Wo.)Country |                  |
| 1992 | When Love Comes Around the Bend Walking the Wire             | — | Country51 (9 Wo.)Country |                  |
| 1994 | All Fired Up Fired Up                                        | — | Country66 (6 Wo.)Country |                  |

Weitere Singles
- 1981: Stones (Dig a Little Deeper)
- 1981: Love Me Like the Last Time
- 1982: Can’t Get You Out of My Mind
- 1982: I Could Be Loving You Right Now
- 1992: We Are One
- 1994: Love Thing
- 1995: The Healing Kind
- 1995: I’d Really Love to See You Tonight
- 1999: Nights Are Forever Without You